# Birgitte van Deurs
Birgitte Eva van Deurs, née Henriksen le 20 juin 1946 à Odense, duchesse de Gloucester, est un membre de la famille royale britannique, épouse du prince Richard, duc de Gloucester.

## Biographie

### Jeunesse
Née à Odense au Danemark, Birgitte Eva Henriksen est la fille cadette d'un avocat, Asger Preben Knud Wissing Henriksen (1903-1984), et de son épouse Vivian van Deurs (1914-1982). En 1966, Birgitte prend le nom de sa mère après la séparation de ses parents. Elle déménage à Cambridge et travaille pour l'ambassade danoise à Londres.

### Mariage et descendance
En février 1972, elle se fiance avec le prince Richard de Gloucester, fils cadet du prince Henry, duc de Gloucester et de son épouse la princesse Alice. Le mariage a lieu le 8 juillet 1972 à Barnwell dans le Northamptonshire.
À la mort du duc Henry en 1974, son fils le prince Richard devient duc de Gloucester, et Birgitte succède à son beau-père à la présidence de la Royal Alexandra and Albert School.
Le duc et la duchesse de Gloucester ont trois enfants :
- Alexander Windsor, comte d'Ulster, né le 24 octobre 1974, époux de Claire Booth, médecin, dont deux enfants (Xan et Cosima) ;
- Lady Davina Windsor, née le 19 novembre 1977, divorcée en 2018 de Gary Lewis, premier maori à entrer dans la famille royale britannique, avec qui elle a eu deux enfants (Senna et Tāne) ;
- Lady Rose Windsor, née le 1er mars 1980, épouse de George Gilman, dont deux enfants (Lyla et Rufus).

De 1972 à 2017, le duc et la duchesse de Gloucester habitent l'appartement 1 (vide à la suite du décès de la princesse Marina de Kent) du palais de Kensington à Londres, où ils sont rejoints en 1994 par la princesse Alice, duchesse douairière de Gloucester. En 2017, ils quittent l'appartement 1, et s'installent dans un appartement plus modeste dans la cour de l'Horloge du palais de Kensington.

### Vie officielle
La duchesse de Gloucester et son mari représentent régulièrement la reine Élisabeth II à l'étranger. C'est notamment le cas lors des mariages de la princesse Astrid de Belgique en 1984 et du prince Guillaume de Luxembourg en 1994, de la messe d'installation du pape François au Vatican en 2013, du 100e anniversaire de la bataille de la Somme à Thiepval en 2016 et des funérailles du grand-duc Jean de Luxembourg en 2019.
Dans le domaine culturel, la duchesse de Gloucester est la marraine des Amis de la Cathédrale Saint-Paul, du Scottish Opera, de MiHCUK (Music in Hospitals and Care United Kingdom), du Cathedral Music Trust. Après le décès de Diana, princesse de Galles, elle lui succède en 1998 comme présidente de la Royal Academy of Music.
En 2004, la duchesse de Gloucester vient à l'abbaye de Valloires, en France, pour le baptême d'une rose rouge, The Rose of Picardy, dont elle est la marraine, dans le cadre du 100e anniversaire de l'Entente cordiale entre les deux pays. En 2008, elle se rend en Irak auprès des troupes britanniques.
En tant que marraine de World War One Veterans Association, la duchesse de Gloucester assiste en 2009 aux funérailles d'Harry Patch (dernier vétéran de la Première Guerre mondiale) dans la cathédrale de Wells. Elle est aussi la marraine de l'Army Families Federation.
Dans le domaine social, la duchesse de Gloucester est marraine de la Children's Society (c'est à ce titre qu'elle représente la famille royale britannique à la conférence sur les enfants organisée par la reine Paola à Bruxelles en 2010), de Missing People, de Asthma United Kingdom, de Prostate Cancer United Kingdom, de Parkinson United Kingdom, de l'école Fleming Fulton à Belfast pour jeunes ayant un handicap physique.
En 2016, la duchesse de Gloucester a effectué 121 activités officielles (109 en Grande-Bretagne et 12 à l'étranger).
Sous le règne du roi Charles III (depuis 2022), avec son époux, la duchesse de Gloucester continue de faire partie des 11 membres actifs de la famille royale britannique. En 2024, le roi Charles III lui a remis l'ordre de la Jarretière et la duchesse a repris trois parrainages de la reine Élisabeth II (l'Institut des Charpentiers, l'église anglicane St. Alban de Copenhague et Cruse Bereavement Support qui aide les personnes endeuillées).

## Titulature
- Mlle Birgitte Henriksen (1946-1966)
- Mlle Birgitte van Deurs (1966-1972)
- Son Altesse Royale la princesse Richard de Gloucester (1972-1974)
- Son Altesse Royale la duchesse de Gloucester (depuis 1974)

## Distinctions
- 1973 : ordre de la famille royale de la reine Élisabeth II[1]
- 1974 : dame de justice du Très vénérable ordre de Saint-Jean (DStJ)
- 9 avril 2012 : dame grand-croix de l'ordre royal de Victoria (GCVO)[1]
- 23 avril 2024 : dame de l'ordre de la Jarretière (LG)[2]
- 2024 : ordre de la famille royale de Charles III[3]

La duchesse de Gloucester est colonel en chef du Corps Dentaire Royal Canadien,  et en 2006, elle succède à la princesse Margaret comme colonel en chef du Royal Bermuda Regiment.